# Tiny Drum, Apple Juice, And Virgin Island on The Magic Store
Tiny Drum, Apple Juice, And A Virgin Island on The Magic Store – album polskiej grupy muzycznej CF98. Album zrealizowany w kilku studiach nagraniowych z gościnnym udziałem sekcji dętej zespołu Skangur. Wydawnictwo ukazało się w 2008 roku i zostało wydane nakładem wytwórni Pasażer Records.
Album Tiny Drum, Apple Juice, And A Virgin Island on The Magic Store został zarejestrowany w większej części w "Diamond Studio" przez Dominika Burzyma, znanego m.in. z produkcji znakomitej płyty Atrophia Red Sun "Twisted Logic" oraz ze współpracy z zespołami: Sphere, Witchking, CashMERE, Elenium. Utwory takie jak Until We All Let This Go i Stay The Winner zostały zrealizowane w studio AGH oraz Psychosound.

## Lista utworów
1. "Prologue" - 00:53
2. "The Biggest Punch On Earth" - 02:52
3. "Flames Of Frustration" - 03:20
4. "Sending That Away (No War Tonight)" - 03:17
5. "She's Gotta Big" - 01:58
6. "D.O.G. (Death Or Glory)" - 00:36
7. "Define Yourself" - 02:51
8. "VWT3" - 03:53
9. "Live To Play Live" - 01:47
10. "Runaway (Del Shannon Cover)" - 03:09
11. "Tomorrow Is Today" - 02:44
12. "Until We All Let This Go" - 04:27
13. "Stay The Winner" - 03:03

## Twórcy

### Zespół
- Krzysztof Kościelski - gitara basowa, backing wokal
- Aleksander Domagalski - gitara, sample, backing wokal
- Michał Stabrawa - perkusja
- Karolina Duszkiewicz - śpiew
- Karol Grela - backing wokal utwory: 2, 3, 4, 5, 6, 7, 8, 9, 10

### Goście
- Piotr Chłopek – puzon utwory: 2, 4
- Piotr Łuczyński – trąbka utwory: 2, 4
- Sebastian Steć – saksofon utwory: 2, 4
- Hubert Wójcicki – backing wokal utwory: 2, 3, 4, 5, 6, 7, 8, 9, 10
- Szymon Piotrowski – gitara, instrumenty klawiszowe utwory 12, 13

## Realizacja
- Dominik Burzym - (Diamond Studio) mix i mastering utwory: 2, 3, 4, 5, 6, 7, 8, 9, 10, 11
- Szymon Piotrowski - (Studio AGH, Psychosound Studio) mix i mastering utwory: 12, 13
- Aleksander Domagalski - mix i mastering utwór 1.